# Sarkūlī
Sarkūlī (persiska: سرکولی) är en ort i Iran.   Den ligger i provinsen Khuzestan, i den centrala delen av landet, 400 km sydväst om huvudstaden Teheran. Sarkūlī ligger 454 meter över havet och antalet invånare är 486.
Terrängen runt Sarkūlī är varierad.Runt Sarkūlī är det ganska glesbefolkat, med 48 invånare per kvadratkilometer. Närmaste större samhälle är Dasht-e Lati, 17,0 km väster om Sarkūlī. Omgivningarna runt Sarkūlī är i huvudsak ett öppet busklandskap.